# 考若克
考若克，是匈牙利绍莫吉州所辖的一个村。总面积10.71平方公里，总人口311，人口密度29.0人/平方公里（2011年1月1日）。